# الیوت دکستر
الیوت دکستر (انگلیسی: Elliott Dexter؛ ۲۹ مارس ۱۸۷۰ – ۲۱ ژوئن ۱۹۴۱) یک هنرپیشه اهل ایالات متحده آمریکا بود.